# Museu de l'Apartheid
El Museu de l'Apartheid és un museu dissenyat per a explicar què era i com es va combatre a Sud-àfrica el règim segregacionista de l'apartheid. L'exposició permanent fa un recorregut pels 46 anys que van passar entre l'aprovació i l'abolició de l'apartheid (1948-1994), i mostra com exercia el poder la minoria blanca, com vivia la comunitat negra i com es va desenvolupar la resistència contra el règim. A mesura que s'avança s'explica com es va arribar a la consecució de la democràcia i es fa especial esment a la Comissió per a la Veritat i la Reconciliació, que va oferir l'amnistia a tots aquells que confessessin els seus crims i demanessin perdó a les famílies de les víctimes.
El sistema de l'apartheid, basat en la segregació racial, va existir entre 1948 i 1990 a la República de Sud-àfrica durant els governs del Partit Nacional. De fet, la segregació racial ja era present en aquest país durant el colonialisme, però aquesta política es va oficialitzar l'any 1948. La seva legislació classificava els habitants en grups racials (blancs, negres, “coloured” i indis), i les zones residencials foren segregades mitjançant trasllats forçosos. El govern segregà l'educació, la sanitat i altres serveis públics, i reservà per als blancs els de major qualitat i per als negres els pitjors. La resistència contra aquest sistema provocà aixecaments que sempre van patir una forta repressió i l'empresonament dels seus líders més significatius, com ara Nelson Mandela. L'any 1990 el president Frederik Willem de Klerk començà les negociacions per posar fi al sistema i el 1994 es van celebrar eleccions per sufragi universal, que va guanyar el Congrés Nacional Africà de Mandela.